# Ryńskie Pole
Ryńskie Pole (deutsch Rheinsfelde) ist ein Ort in der polnischen Woiwodschaft Ermland-Masuren und gehört zur Stadt- und Landgemeinde Ryn (Rhein) im Powiat Giżycki (Kreis Lötzen).

## Geographische Lage
Ryńskie Pole liegt in der östlichen Mitte der Woiwodschaft Ermland-Masuren, 20 Kilometer südwestlich der Kreisstadt Giżycko (Lötzen) und drei Kilometer südöstlich der Stadt Ryn (Rhein).

## Geschichte
Der anfangs auch Stadienhof genannte kleine Gutsort ist seit 1866 erwähnt. Bis 1945 war er ein Wohnplatz innerhalb der Stadt Rhein (polnisch Ryn) und mit dieser in seiner Geschichte verbunden.
In Kriegsfolge kam Rheinsfelde 1945 zusammen mit dem südlichen Ostpreußen zu Polen und erhielt die polnische Namensform „Ryńskie Pole“. Heute ist es eine Ortschaft im Verbund der Stadt- und Landgemeinde Ryn (Rhein) im Powiat Giżycki (Kreis Lötzen), vor 1998 der Woiwodschaft Suwałki, seither der Woiwodschaft Ermland-Masuren zugehörig.

## Kirche
Bis 1945 war Rheinsfelde in die Evangelische Pfarrkirche Rhein und in die katholische Pfarrkirche St. Adalbert in Sensburg (polnisch Mrągowo) eingepfarrt. Heute gehört Ryńskie Pole zur Evangelischen Pfarrei in Ryn bzw. zur katholischen Pfarrkirche Unbefleckte Empfängnis Mariä ebenfalls in Ryn.

## Verkehr
Ryńskie Pole liegt verkehrsgünstig an der polnischen Woiwodschaftsstraße DW 642, die den Powiat Giżycki in Nord-Süd-Richtung durchzieht und bis nach Woźnice (Wosnitzen, 1938 bis 1945 Julienhöfen) im Powiat Mrągowski (Kreis Sensburg) führt. Eine Bahnanbindung besteht nicht mehr, seitdem auf der Bahnstrecke Rastenburg–Reimsdorf–Rhein der früheren Rastenburger Kleinbahnen mit der nahegelegenen Bahnstation in Rhein der Betrieb eingestellt wurde.